# Lichkov (nádraží)
Lichkov je železniční stanice v jižní části obce Lichkov v okrese Ústí nad Orlicí v Pardubickém kraji nedaleko řeky Tichá Orlice. Leží na jednokolejné elektrifikované trati Ústí nad Orlicí – Międzylesie (3 kV DC). Jedná se o hraniční železniční stanici s Polskem.

## Historie
Stanice byla otevřena 15. října 1875 společností Rakouská severozápadní dráha (ÖNWB) na trati z Letohradu, kam ÖNWB zprovoznila svou trať z Hradce Králové 10. ledna 1874, přes Lichkov dále přes hranici do tehdejšího Pruska. Předtím 10. října 1875 byla dokončena spojka na nové nádraží v Ústí nad Orlicí ležící na trati mezi Prahou a Olomoucí. Autorem univerzalizované podoby stanic pro celou dráhu byl architekt Carl Schlimp. Trasa byla výsledkem snahy o propojení železniční sítě ÖNWB severovýchodním směrem. Roku 1874 přivedla do Lichkova svou trať ze Šternberka společnost Moravská pohraniční dráha.
Po zestátnění MGB v roce 1895 a ÖNWB v  roce 1908 pak obsluhovala stanici jedna společnost, Císařsko-královské státní dráhy (kkStB), po roce 1918 pak správu přebraly Československé státní dráhy. Elektrický provoz na trati procházející stanicí směrem do Polska byl zahájen 20. listopadu 2008.
Od začátku platnosti jízdního řádu zde zastavují vlaky linky Praha hlavní nádraží – Pardubice hlavní nádraží – Wrocław Główny – Gdynia Główna, označované Baltic express; jedná se (ve směru do Polska) o jejich poslední zastávku v Česku.

## Popis
Nachází se zde jedno modernizované poloostrovní nekryté nástupiště, k příchodu k vlakům slouží přechod přes kolej, u budovy je pak jednostranné vnější nástupiště.

## Galerie

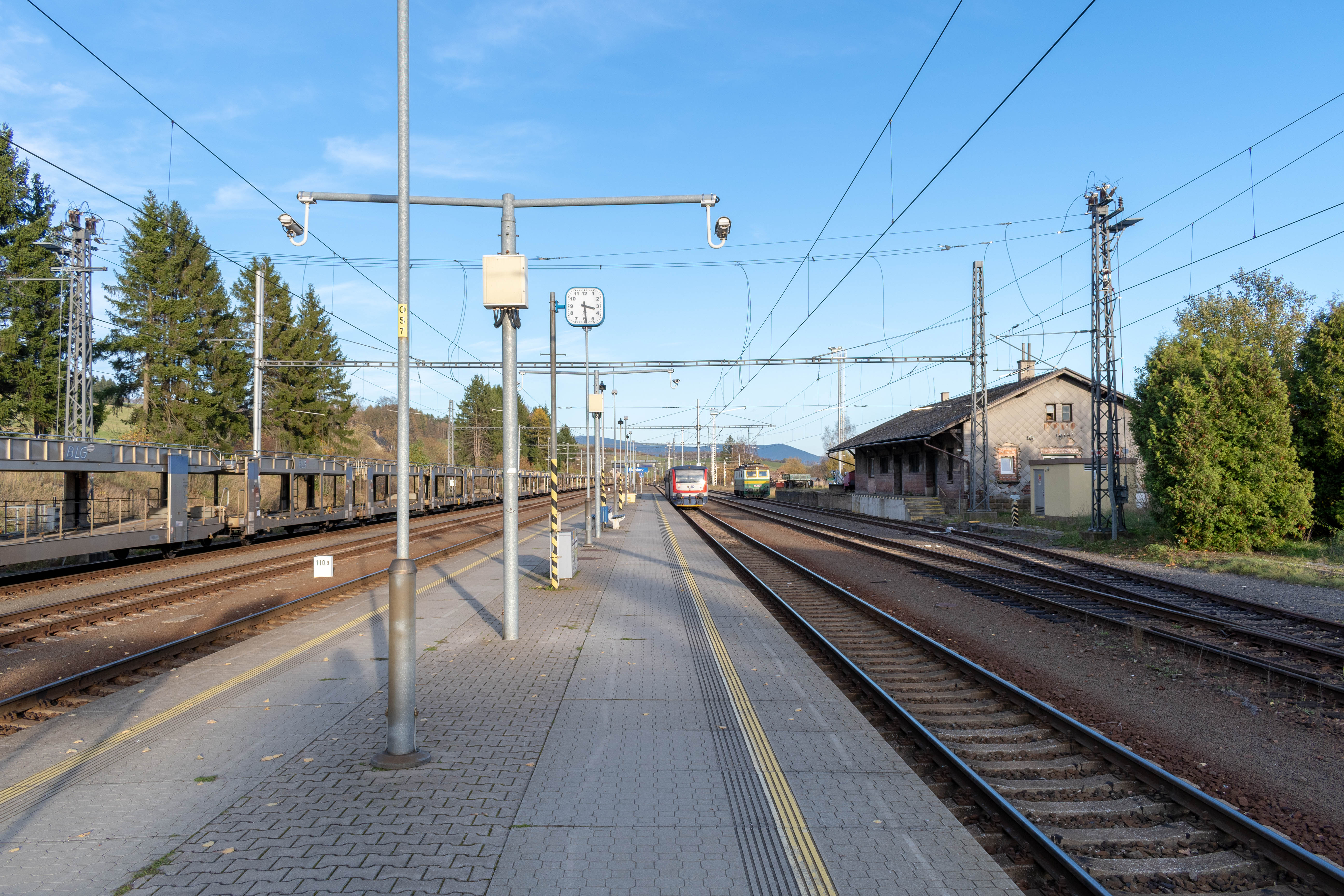
Pohled z nástupiště
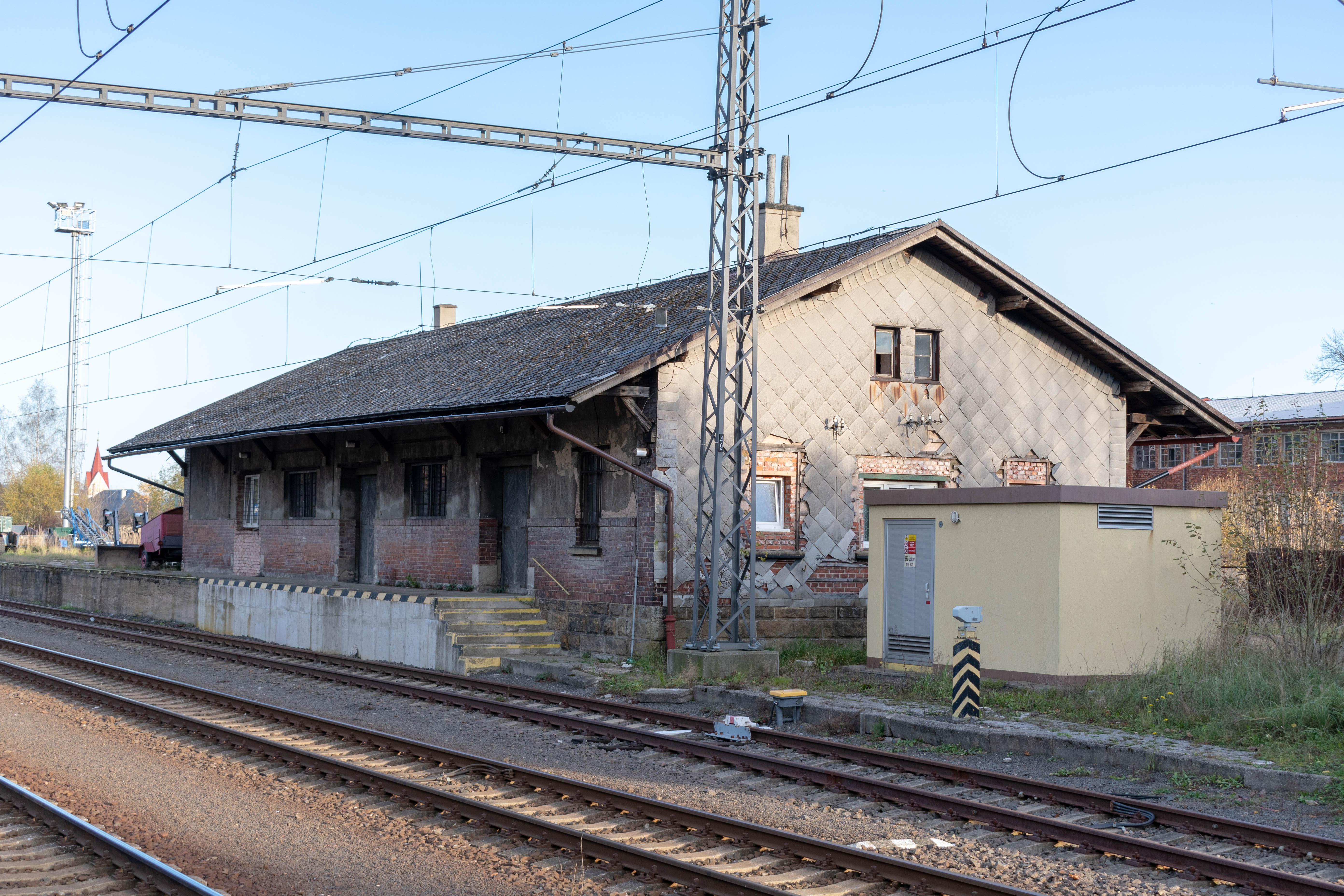
Nákladiště